# Metropolitanska katedrala Mexico Cityja
Metropolitanska katedrala Mexico Cityja (španjolski: Catedral Metropolitana de la Asuncion de María ili Catedral Metropolitana de la Ciudad de México) je najveća i najstarija katedrala u Americi i sjedište nadbiskupa Meksičke nadbiskupije.
Nalazi se na sjevernoj strani trga Zocalo (službeno Plaza de la Constitución) u povijesnom središtu Mexico Cityja, koji je pod zaštitom UNESCO-a. Građena više od tri stoljeća, katedrala ima arhitektonske elemente renesanse, baroka i neoklasicizma.

## Povijest
Hernán Cortés, španjolski osvajač, u jesen 1519. osvojio je astečki grad Tenochtitlan i uništio ga sa željom, da na njegovom pepelu nastane novi grad - Meksiko City. Za gradnju crkvu (buduće katedrale) koristio se kamen iz srušenih indijanskih piramidalnih hramova, posebno iz velike piramide u Tenochtitlánu. Nakon 1532., izgradnja se zaustavila, jer je crkva prema mišljenju španjolskoga kralja bila premala. Godine 1547., crkva je stekla status katedrale. Gradnja se nastavila 1563. Krajem 17. stoljeća dovršila se fasada od bazalta i pješčenjaka, a na kraju 18. stoljeća završene je kupola i dva tornja (arhitekt José Ortiz de Castro Damián). Katedrala je dovršena 1813. pod vodstvom arhitekta Manuela Tolse.

## Arhitektura
Katedrala je zgrada latinskoga unakrsnoga plana, duga 100 metara. Ima dva tornja visine 61. metra.
Katedrala je nestabilnom mjestu, pa je kontinuirani problem slijeganje tla. To se osobito odnosi na dva tornja, koji teže 127 tisuća tona i pritišću tlo prema dolje. Godine 2000., zahvaljujući naporima vlade Mexico Cityja, katedrala je dodana na popis 100 najugroženijih zgrada na svijetu.